# Йорген Леннартссон
Йорген Леннартссон (швед. Jörgen Lennartsson, нар. 10 квітня 1965, Векше) — шведський футболіст, що грав на позиції півзахисника. По завершенні ігрової кар'єри — тренер.

## Біографія
Леннартссон почав грати у футбол у своєму рідному місті Векше за клуб «Векше Норра». У 1984 році він перейшов до аматорського клубу «Векше», де завершив свою кар'єру гравця на початку 1986 року.
Паралельно зі своєю короткою ігровою кар'єрою Леннартссон рано почав працювати тренером. Спочатку він працював у своєму рідному клубі «Векше Норра» як тренер молодіжної команди. У 1989 році він очолював клуб «Ведерслев/Деннінгеланда» протягом сезону, а потім став тренером молодіжної команди «Естерс».
У 1994 році Леннартссон став тренером молодіжної команди «Гельсінгборга». Тут він шість років опікувався командою U-20, а у 2000 році клуб підвищив його до посади помічника головного тренера Нанне Бергстранда. З цією командою він дійшов до групового етапу Ліги чемпіонів УЄФА, а також досяг успіху в чемпіонаті в сезоні 2000 року, посівши друге місце. Але після п'ятого місця наступного року увесь тренерський штаб було звільнено.

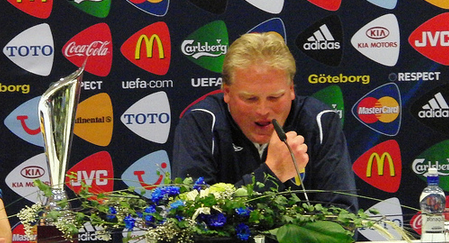
Йорген Леннартссон як тренер молодіжної збірної Швеції на чемпіонаті Європи 2009 року.

Леннартссон дебютував на посаді головного тренера на дорослому рівні в 2002 році, очоливши «Геккен». Під його керівництвом клуб щороку боровся за підвищення до вищого дивізіону, поки нарешті в сезоні 2004 року їм не вдалося виграти Супереттан. Після успішного сезону Леннартссон залишив клуб, незважаючи на підвищення і приєднався до Шведської футбольної асоціації. Спочатку він був тренером юнацької збірної до 17 років, а паралельно увійшов до тренерського штабу молодіжної команди до 21 року. Спочатку він працював асистентом Томмі Седерберга, а з 2006 року вони утворили тренерський тандем. На домашньому молодіжному чемпіонаті Європи 2009 року дует привів шведів до півфіналу турніру.
У серпні 2010 року стало відомо, що Леннартссон залишить свою посаду тренера збірної та з початку 2011 року обійме посаду головного тренера норвезького «Стабека», замінивши свого співвітчизника Яна Єнссона. Перебування Леннартссона в «Стабеку» тривало лише один сезон, оскільки клуб, який мав фінансові труднощі, був змушений розірвати контракт зі Швецією після сезону 2011 року. Клуб посів десяте місце в чемпіонаті.
Наприкінці листопада 2011 року Леннартссон підписав чотирирічний контракт з «Ельфсборгом». За підсумками дебютного сезону Йорген привів клуб до титулу чемпіона Швеції після шестирічної перерви, а наступного року Леннартссон вивів «Ельфсборг» до групового етапу Ліги Європи. Однак успіху у єврокубку виявилося недостатньо, і керівництво клубу дещо несподівано звільнило Леннартссона у вересня 2013 року, коли «Ельфсборг» посів шосте місце в чемпіонаті.
Наприкінці 2014 року було оголошено, що Леннартссон розпочне сезон 2015 року як головний тренер «Гетеборга». У дебютному сезоні Леннартссона клуб до останнього раунду боровся за чемпіонство Швеції, але в підсумку, як і в минулому сезоні, залишився зі сріблом. У сезоні 2016 року клуб не зміг кинути виклик першій трійці в боротьбі за чемпіонство і врешті фінішував четвертим, відстаючи від «Мальме» на 16 очок. У сезоні 2017 року команда виступала ще гірше і після поразки від «Еребру» з рахунком 2:4 у липні 2017 року Леннартссона було звільнено, коли команда посідала десяте місце в таблиці.
13 липня 2018 року Леннартссон був призначений новим тренером норвезького «Ліллестрема», який боровся за виживання. Під керівництвом шведа клуб посів 12-е місце в кінці сезону 2018 року і зберіг своє місце в вищому дивізіоні. У сезоні 2019 року результати були гіршими і після того як клуб опустився в зону плей-оф, керівництво клубу звільнило тренера на початку грудня, якраз напередодні матчів за збереження прописки.
23 грудня 2020 року стало відомо, що Йорген Леннартссон повернувся в «Гельсінгборг», де він раніше працював протягом восьми років. Команда якраз вилетіла з вищого дивізіону і Леннартссон був поставлений повернути команду в еліту. З командою він посів третє місце в сезоні Супереттан 2021 року та зумів підвищитися через плей-оф, обігравши «Гальмстад» (0:1, 3:1). Втім у вищому дивізіоні результати команди пішли значно гірше і 22 травня 2022 року «Гельсінгборг» оголосив, що вирішив звільнити Леннартссона, оскільки клуб опинився в зоні вильоту після десяти зіграних турів у Аллсвенскан, набравши лише п’ять очок.

## Титули і досягнення
- Чемпіон Швеції (1):

«Ельфсборг»: 2012